# Домагк, Герхард
Ге́рхард Йоха́ннес Па́уль До́магк (нем. Gerhard Johannes Paul Domagk; 30 октября 1895, Лагов, Германская империя, — 24 апреля 1964, Бургберг, ФРГ) — немецкий патолог и бактериолог, лауреат Нобелевской премии по физиологии и медицине за 1939 год с формулировкой «за открытие антибактериального эффекта пронтозила».

## Биография
Герхард Домагк родился в Лагове (Бранденбург, ныне Польша) в семье директора школы. До 14 лет он ходил в школу города Зоммерфельд (ныне Любско). В Кильском университете он обучался на медицинском направлении, но с началом войны пошёл служить добровольцем. В декабре 1914 года он был ранен и служил до конца войны в качестве военного медика. После войны он окончил обучение и работал в Грайфсвальдском университете, где изучал инфекционные заболевания, вызываемые бактериями. В 1925 году он вслед за своим научным руководителем Вальтером Гроссом перешёл в Вестфальский университет имени Вильгельма, где получил профессорское звание. Также он получил должность в лаборатории Bayer в Вуппертале. В том же году он женился на Гертруде Штрюбе, у них родилось три сына и дочь.
Домагк был назначен на должность директора Института патологии и бактериологии компании Bayer, где продолжил исследования Йозефа Клярера и Фритца Мицша, основанные на работах Пауля Эрлиха об использовании красителей (основного продукта компании IG Farben) в качестве химиотерапевтического препарата. Он обнаружил, что сульфаниламид пронтозил является эффективным средством против стрептококка; с помощью него он в том числе вылечил свою дочь, предотвратив ампутацию её руки.
В 1939 году Герхард Домагк получил Нобелевскую премию по физиологии и медицине с формулировкой «за открытие антибактериального эффекта пронтозила». Однако власти нацистской Германии вынудили его отказаться от премии (антифашист Карл фон Осецкий получил Нобелевскую премию мира в 1935 году, что вызвало гнев нацистского правительства Германии, и Гитлер издал официальный указ, запрещающий гражданам Германии принимать Нобелевские премии), и гестапо поместило его под арест на неделю.. 
Сульфонамиды стали революционным средством своего времени, однако позже им на замену пришёл пенициллин, обладавший большей эффективностью и менее выраженными побочными эффектами (сульфонамиды могут служить причиной почечнокаменной болезни и вызывать изменения в костном мозге). Исследования Домагка привели к разработке противотуберкулёзных лекарств тиосемикарбазида и изониазида, с помощью которых удалось обуздать эпидемию туберкулёза, охватившую Европу после Второй мировой войны.
После войны, в 1947 году, Домагк всё же получил Нобелевскую премию, но без денежной части, поскольку срок выплаты к тому времени истёк.
Он сменил область своих исследований, занявшись изучением туберкулёза и применением химиотерапии в лечении онкологических заболеваний. Домагк умер в местечке Бургберг близ Кёнигсфельда в 1964 году.